# Donnemain-Saint-Mamès
Donnemain-Saint-Mamès é uma comuna francesa na região administrativa do Centro, no departamento Eure-et-Loir. Estende-se por uma área de 12,76 km². Em 2010 a comuna tinha 687 habitantes (densidade: 53,8 hab./km²).